# Priyanka Chopra
Priyanka Chopra Jonas, född 18 juli 1982 i Jamshedpur, är en indisk skådespelare, filmproducent och sångare samt vinnare av tävlingen Miss World år 2000. Chopra hade huvudrollen som Alex Parrish i ABC-serien Quantico (2015–2018).

## Biografi
Priyanka Chopra föddes i Jamshedpur i Bihar (vars södra del senare blev Jharkhand) men flyttade när hon var sju månader till Madurai i Tamil Nadu. Hennes mors familj var godsägare i Kerala och Indonesien. Hennes far familj var aristokrater från Tamil Nadu och Karnataka. Familjerna är tamiler till största del, men även hinduer. Chopras mormor kom från Indonesien, och hennes morfar kom från Kerala. Hennes farfar kom från Karnataka och hennes farmor från Tamil Nadu. Chopra talar flera språk.

## Privatliv
Den 27 juli 2018 förlovade sig Chopra med musikern och skådespelaren Nick Jonas och i december samma år gifte de sig. Paret har en dotter, född av en surrogatmor 2022.

## Filmografi i urval
- 2002 - Thamizhan
- 2003 - The Hero: Love Story of a Spice
- 2003 - Andaaz
- 2004 - Plan
- 2004 - Kismat
- 2004 - Asambhav
- 2004 - Mujhse Shaadi Karogi
- 2004 - Aitraaz
- 2005 - Blackmail
- 2005 - Karam
- 2005 - Waqt: The Race Against Time
- 2005 - Yakeen
- 2005 - Barsaat
- 2005 - Bluffmaster
- 2006 - 36 China Town
- 2006 - Taxi No. 9 2 11: Nau Do Gyarah
- 2006 - Alag
- 2006 - Krrish
- 2006 - Aap Ki Khatir
- 2006 - Don
- 2007 - Salaam-E-Ishq
- 2008 - Chamku
- 2008 - Lovestory 2050
- 2008 - Drona
- 2008 - Fashion
- 2008 - Dostana
- 2009 - Kaminey
- 2009 - What`s Your Rashee
- 2010 - Pyaar Impossible
- 2010 - Anjaana Anjaani
- 2011 - 7 Sins Forgiven
- 2017 - Baywatch
- 2019 - The Sky Is Pink
- 2021 - Den vita tigern
- 2023 - Love Again
- 2025 – Heads of State